# Júlia Székely
Júlia Székely (* 8. Mai 1906 in Budapest; † 19. März 1986 ebenda) war eine ungarische Musikerin und Schriftstellerin.
Júlia Székely hat verschiedene Werke verfasst: Romane, Theaterstücke und Biographien (besonders von anderen Musikern). Sie studierte bei dem Komponisten und Musikethnologen Béla Bartók und wurde Pianistin.

## Werke
- A repülő egér (1939): Roman
- A halhatatlan kedves (1961): Biographie des Komponisten Ludwig van Beethoven
- Vándor Évek (1962): Biographie des Komponisten Franz Liszt
- Elindultam szép hazámból (1965): Biographie von Béla Bartók, in Mein Lehrer Béla Bartók von Ruth Futaky ins Deutsche übersetzt (1995)
- Schubertiáda (1968): Biographie des Komponisten Franz Schubert
- Chopin Párizsban (1969): über den Komponisten Frédéric Chopin